# Shotokan

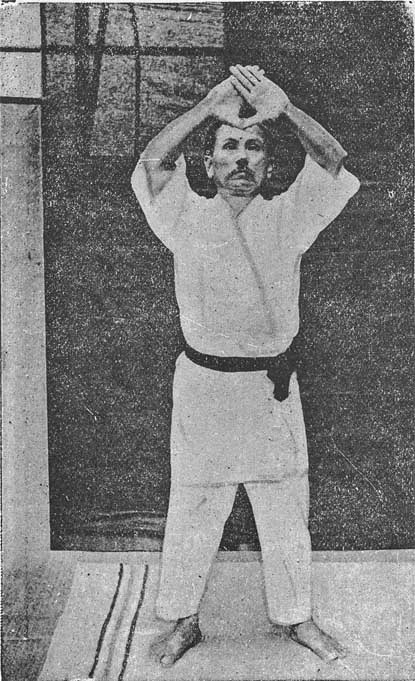
Gichin Funakoshi

Shōtōkan-ryū (松濤館流) är en av karatens fyra huvudskolor, som utvecklades från olika kampsporter av Funakoshi Gichin (1868-1957) och hans son  Funakoshi Gigō (1906-1945), båda födda i Okinawa. Shōtōkan är idag den mest spridda och utövade stilen inom karate och Japan Karate Association världens största karateorganisation, med över 15 miljoner medlemmar.

## Etymologi
Shōtōkan var ursprungligen namnet på den hall där upphovsmannen Funakoshi Gichin tränade sina elever - Shōtō var hans pseudonym; när han skrev poesi och kan betyder hall. 

## Historik
Enligt traditionen utvecklades Kara-Te för mer än 500 år sedan, då som en följd av att kung Shoha förbjöd alla vapen på den japanska ön Okinawa. Det var dock inte förrän sensei Funakoshi spred stilen i början av 1900-talet, som stilen blev mer känd och populär, först på Okinawa och sedan i resten av Japan.
Gichin krediteras allmänt med att ha populariserat karate genom en rad offentliga demonstrationer och genom att främja etablering av universitetens karateklubbar, särskilt dem på Keiō, Waseda, Hitotsubashi (Shodai), Takushoku, Chūō, Gakushuin och Hosei.  Funakoshis hade många studenter på universitetens klubbar och dōjōer utanför, som fortsatte att undervisa karate efter Gichins död 1957. 
Nakayama Masatoshi som var född i samurajfamilj och Funakoshis elev, utvecklade karaten vidare och 1948 bildades Japan Karate Association (JKA) med Funakoshi Gichin som ”Chief Instructor Emeritus” och Nakayama som ”Technical Director”. Nakayama skrev över 20 karateböcker och spred kunskap om Shōtōkan-karaten över världen. 

## Avknoppningar
Interna motsättningar, främst grundade på den uppfattningen att konkurrens skulle strida mot kärnan i karate, ledde till att skilda organisationer bildades, inklusive en första uppdelning mellan Japan Karate Association (under ledning av Nakayama Masatoshi) och den ursprungliga Shōtōkai (under ledning av Hironishi Motonobu och Egami Shigeru), följt av många andra, så att det idag inte finns någon enskild "Shōtōkan-skola", även om de alla brås på Funakoshis inflytande. Genom att vara en av de första och största skolorna, anses Shōtōkan vara en traditionell och inflytelserik form av karate.
Shōtōkan har med tiden fått många förgreningar, där Kyokushinkai kanske är den mest spektakulära. 
Shihan Taiji Kase (1929–2004) var en av de främsta utövarna och instruktörerna inom skolan och lämnade efter sig en organisation, som numera heter Kase-ha Shōtōkan-ryū Karate-dō Academy (KSKA).

### Skandinavien
Till Sverige kom Japan Karate Association med Sensei Ted Hedlund 1970 och den första klubben som tränade shotokan var Zendokai som startades i Halmstad 1965 av sensei Roy Andersson. Japan Karate Association Sweden grundades 1972 och har idag 48 klubbar över hela landet. Ted Hedlund är i dag en av de högst graderade i Sverige med 8 dan tillsammans med Sensei Görgen Sökare 8 dan. Några av klubbarna:
- Carlskrona Shotokan Club
- Emmaboda Karateklubb[3]
- GAK Enighet
- Guldstaden Shotokan Karateklubb
- Haninge Budoklubb
- Hässleholms Karateklubb[4]
- Ippon Karateklubb[5]
- Karlstad Shotokan Karate[6]
- Lunds karateklubb
- Shotokan Karateklubb[7]
- Shotokan Center Göteborg
- Simrishamns karateklubb[8]
- Zendokai[9]

## Kampsporten
Shōtōkan är försvarsinriktat, och det är lättare att träffa den som anfaller – när man anfaller själv. Fördelning sparkar mot slag ligger nära 50/50, men att blockera andras slag är det första nybörjaren får lära sig. Under träningen läggs mycket tid på tänjning av främst ben och höftmuskulatur.
Tävling inom Shōtōkan är ursprungligen avsedd att börja först då man nått dangrad med svart bälte, men ibland arrangeras tävlingar även för utövare med låga kyugrader (dvs närmar sig svart bälte). Tävling sker liksom i övriga (äkta) karatestilar antingen i form av kata (rörelsemönster) eller kumite. Kumite inom Shōtōkan är "kontrollerad freefight" (enda tillåtna skydd var suspensoarer) – men nu är man tvungen att använda handskar och i stora mästerskap används också benskydd/fotskydd (som handskar för fötterna). Det ideala är ett hårt slag med full "kime" och "kiai" 5 mm framför näsan på motståndaren, men träffas motståndaren har den tävlande uppvisat dålig självkontroll i sina slag, och får en varning (du får också varning om du lämnar ringen), tre varningar så förlorar du matchen. Det går inte heller att vända ryggen åt motståndaren för att rädda sig i ett trängt läge. 
Gradering och status är densamma som inom övriga karateskolor. DAN markeras av svart bälte (obi) från första (Sho-Dan) till sjunde (Nana-Dan). Högre rang 8 dan – 10 dan finns som hedersbetygelser åt långvariga utövare. Sensei Cyril Cummins (1938-2017) blev första icke-japan som 2013 tilldelades 8 dan..

### Bälten
- nybörjare (10:e kyu) - vitt bälte
- 9:e kyu - rött (förr vitt med ett svart streck)
- 8:e kyu - gult (förr vitt med två svarta streck)
- 7:e kyu - orange (förr gult)
- 6:e kyu - grönt
- 5:e kyu - blått
- 4:e kyu - blått
- 3:e kyu - brunt
- 2:a kyu - brunt
- 1:a kyu - brunt
- 1:a till 7:e DAN - svart

Rent strikt anses alla utövare som ännu inte tagit svart bälte som nybörjare.
(Alla bälten har minst ett dan/streck. Förutom vit och rött
Det går inte av bältets färg särskilja om utövaren har 4:e eller 5:e kyu, ej heller 1:a, 2:a resp 3:e kyu. 
Likaså är alla utövare av första DAN eller högre samma typ av svart bälte.